# Nola concinna
Nola concinna är en fjärilsart som beskrevs av George Francis Hampson 1918. Nola concinna ingår i släktet Nola och familjen trågspinnare. Inga underarter finns listade i Catalogue of Life.